# Зелёное (Добропольский район)
Зелёное (укр. Зелене) — село на Украине, находится в Добропольском районе Донецкой области.
Население по переписи 2001 года составляет 198 человек.

## Персоналии
- Россоха Леонид Семёнович (1942—2010) — советский художник.

## Адрес местного совета
85030, Донецкая область, Добропольский р-н, с. Криворожье, ул. Советська, 101, 9-51-86